# میمی گیبسون
میمی گیبسون (انگلیسی: Mimi Gibson؛ زادهٔ ۱۹ اکتبر ۱۹۴۸) یک هنرپیشه، و صدا پیشه اهل ایالات متحده آمریکا است.

## گزیده فیلمشناسی
از فیلم‌ها یا برنامه‌های تلویزیونی که وی در آن نقش داشته‌است می‌توان به آثار زیر اشاره کرد.
- سینوهه (فیلم) (۱۹۵۴)
- هیچ شغلی مثل نمایش نیست (۱۹۵۴)
- شاهزاده بازیگری (۱۹۵۵)
- ده فرمان (فیلم ۱۹۵۶) (۱۹۵۶)
- نشان عقاب (۱۹۵۷)
- اکلاهما (فیلم ۱۹۵۷) (۱۹۵۷)
- سه چهره ایو (۱۹۵۷)
- خانه قایقی (فیلم) (۱۹۵۸)
- بوکانیر (فیلم ۱۹۵۸) (۱۹۵۸)
- صد و یک سگ خالدار (۱۹۶۱)
- ساعت بچه‌ها (فیلم) (۱۹۶۱)

## زتدگی شخصی
گیبسون، برای اینکه از مادرش دور شود ازدواج کرد، اما بعداً آشتی کردند.  گیبسون مدتی کار خود را در زمینه املاک و مستغلات مشغول بود.